# ان‌جی‌سی ۹۱

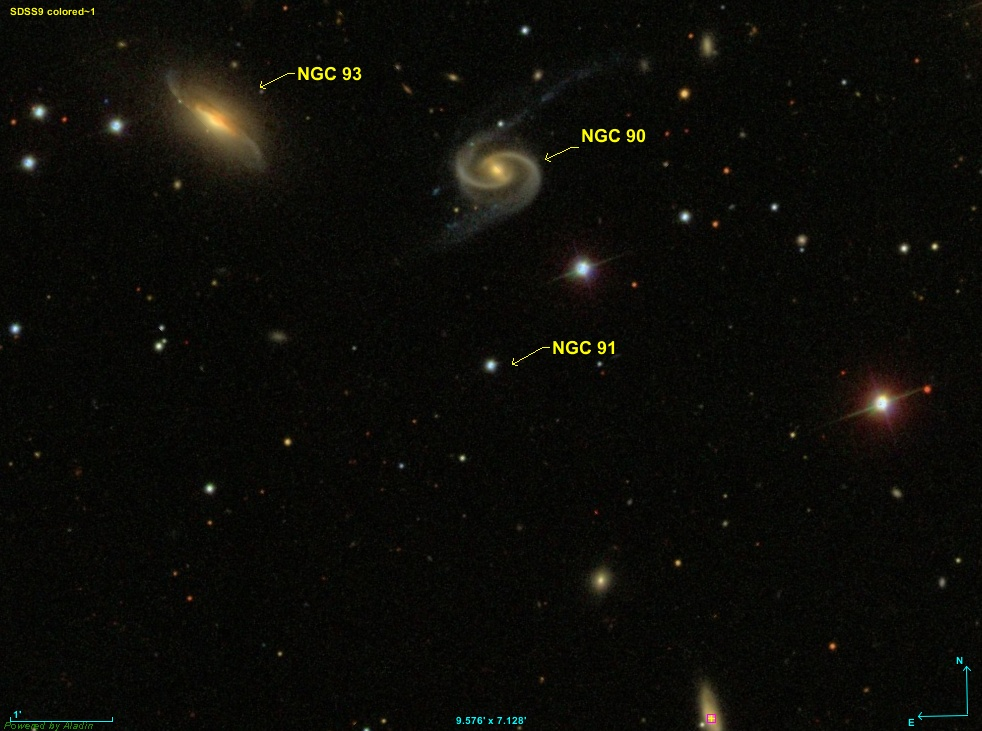
ان‌جی‌سی ۹۱

ان‌جی‌سی ۹۱ (به انگلیسی: NGC 91) یک ستاره با قدر ظاهری ۱۴٫۴ است که در صورت فلکی زن برزنجیر قرار دارد.